# Benedetto Menni
Benedetto Menni, al secolo Angelo Ercole (Milano, 11 marzo 1841 – Dinan, 24 aprile 1914), è stato un presbitero italiano dell'Ordine Ospedaliero di San Giovanni di Dio, fondatore della congregazione delle Suore Ospedaliere del Sacro Cuore di Gesù. Nel 1999 Giovanni Paolo II lo ha proclamato santo.

## Biografia
Angelo Ercole Menni nacque nel 1841 da una famiglia di piccoli commercianti: all'età di 19 anni lasciò il suo lavoro in banca per soccorrere i feriti della battaglia di Magenta e decise di entrare tra i "Fatebenefratelli", assumendo il nome religioso di Benedetto (1º maggio 1860): prestò servizio presso l'ospedale di Lodi ed il 14 ottobre 1866 venne ordinato sacerdote a Roma.
Nel 1867 venne inviato in Spagna, dove gli Ospedalieri di san Giovanni di Dio erano sorti, per restaurarvi il suo ordine, soppresso dalle leggi eversive del 1835-1836. Pur privo di mezzi, nel 1868 riuscì a fondare a Barcellona un asilo per bambini poveri e malati ed un ospedale psichiatrico a Ciempozuelos, presso Madrid: dalla Spagna il rinato ordine si estese presto anche in Portogallo (1893) e poi in Messico (1901), dove vennero aperti altri ospedali.
Ai fratelli dell'ospedale di Ciempozuelos affiancò nel 1881 una comunità di religiose, dando così vita alla congregazione femminile delle Suore Ospedaliere del Sacro Cuore di Gesù. Menni fu padre provinciale di Spagna (1884), visitatore apostolico (1909-1911) e nel 1911 venne eletto Preposito Generale dell'ordine, ma dovette abbandonare l'incarico solo un anno dopo.

## Il culto
Venne proclamato beato il 23 giugno del 1985; papa Giovanni Paolo II lo ha canonizzato il 21 novembre del 1999, nella basilica di San Pietro in Vaticano. Il suo corpo riposa nella cappella dell'ospedale di Ciempozuelos.
Memoria liturgica il 24 aprile.